# ناکاجیما کی-۱۱
ناکاجیما کای-۱۱ (به انگلیسی: Nakajima_Ki-11) یک هواگرد ملخ‌پیشین تک‌موتوره از نوع پیش‌نمونه هواپیمای جنگنده ساخت شرکت شرکت هواپیمای ناکاجیما است. هواگرد ناکاجیما کای-۱۱ نخستین پروازش را در ۱۹۳۴ میلادی انجام داد. در مجموع، تعداد ۴ فروند از این هواگرد ساخته شده‌است.